# K-129
الغواصة K-129 كانت غواصة صواريخ بالستية سوفيتية، وكانت واحدة من ست غواصات المصنعة ضمن المشروع 629. كانت تابعة لأسطول المحيط الهادئ للبحرية السوفيتية؛ بدأت الخدمة عام  1959، ولكنها غرقت سنة 1968؛ ثم انتشلتها الولايات المتحدة عام 1974 ضمن مشروع أزوريان الاستخباراتي.